# American Conference
La American Conference, conocida desde 2013 hasta 2025 como American Athletic Conference, es una conferencia de la División I de la NCAA. Está formada por 12 miembros plenos y 6 miembros asociados que compiten en 22 deportes (10 masculinos y 12 femeninos). Las universidades de la American están dispersas geográficamente, por ejemplo con integrantes situados en Connecticut, Florida y Texas.
La conferencia fue fundada en 2013, pero reclama el historial de la Big East Conference (fundada en 1979), ya que es una escisión de la misma. Tras la reorganización de conferencias de 2013, se formaron dos conferencias sucesoras, una de ellas conserva el nombre de Big East Conference, cuyo núcleo son siete universidades católicas que no practican fútbol americano, mientras que la American Athletic Conference heredó la estructura y la organización de aquella. Ambas conferencias reclaman la historia de la anterior, y las dos mantienen la fecha de 1979 como la de su fundación. Tiene su sede en Providence, Rhode Island.
La American era una de las seis conferencias con acceso automático a la Bowl Championship Series. Al sustituirse por el College Football Playoff, la American perdió dicho estatus y pasó a compartir un cupo automático con otras cuatro conferencias.
El 21 de julio de 2025, la conferencia eliminó la palabra "American" de su nombre y pasó a llamarse simplemente American Conference.

## Universidades miembros

### Miembros actuales
| Logo | Institución                                    | Localización                   | Fundada | Fecha de unión | Tipo    | Alumnos | Apodo            | Colores |
| ---- | ---------------------------------------------- | ------------------------------ | ------- | -------------- | ------- | ------- | ---------------- | ------- |
|      | Universidad de Alabama en Birmingham (UAB)     | Birmingham, Alabama            | 1969    | 2023           | Pública | 21.923  | Blazers          |         |
|      | Universidad del Este de Carolina               | Greenville, Carolina del Norte | 1907    | 2014           | Pública | 27.386  | Pirates          |         |
|      | Universidad Atlántica de Florida               | Boca Ratón, Florida            | 1961    | 2023           | Pública | 30.171  | Owls             |         |
|      | Universidad de Memphis                         | Memphis, Tennessee             | 1912    | 2013           | Pública | 21.480  | Tigers           |         |
|      | Universidad de Carolina del Norte en Charlotte | Charlotte, Carolina del Norte  | 1946    | 2033           | Pública | 30.146  | 49ers            |         |
|      | Universidad del Norte de Texas                 | Denton, Texas                  | 1890    | 2023           | Pública | 46.940  | Mean Green       |         |
|      | Universidad Rice                               | Houston, Texas                 | 1912    | 2023           | Privada | 7.124   | Owls             |         |
|      | Universidad del Sur de la Florida              | Tampa, Florida                 | 1956    | 2005           | Pública | 47.646  | Bulls            |         |
|      | Universidad de Temple                          | Filadelfia, Pensilvania        | 1884    | 1991, 2012     | Pública | 37,619  | Owls             |         |
|      | Universidad de Texas en San Antonio            | San Antonio, Texas             | 1969    | 2023           | Pública | 37,619  | Roadrunners      |         |
|      | Universidad Tulane                             | Nueva Orleans, Luisiana        | 1834    | 2014           | Privada | 13.462  | Green Wave       |         |
|      | Universidad de Tulsa                           | Tulsa, Oklahoma                | 1894    | 2014           | Privada | 4,352   | Golden Hurricane |         |
|      | Universidad Estatal de Wichita                 | Wichita, Kansas                | 1895    | 2017           | Pública | 14.495  | Shockers         |         |

- Wichita State no tiene equipo de fútbol americano.

### Miembros asociados
| Institución                            | Localización                    | Fundada | Fecha de unión | Tipo    | Alumnos | Apodo           | Colores           | Deporte           | Conferencia Primaria |
| -------------------------------------- | ------------------------------- | ------- | -------------- | ------- | ------- | --------------- | ----------------- | ----------------- | -------------------- |
| Universidad Internacional de Florida   | Miami, Florida                  | 1965    | 2022           | Pública | 58.064  | Panthers        |                   | Fútbol masculino  | CUSA                 |
| Universidad Internacional de Florida   | Miami, Florida                  | 1965    | 2022           | Pública | 58.064  | Panthers        | Natación femenino |                   | CUSA                 |
| Universidad James Madison              | Harrisonburg, Virginia          | 1908    | 2022           | Pública | 23.384  | Dukes           |                   | Lacrosse femenino | Sun Belt             |
| Universidad James Madison              | Harrisonburg, Virginia          | 1908    | 2025           | Pública | 23.384  | Dukes           | Natación femenino |                   | Sun Belt             |
| Academia Militar de los Estados Unidos | West Point, New York            | 1802    | 2024           | Federal | 4.294   | Black Knights   |                   | Fútbol americano  | Patriot              |
| Universidad Liberty                    | Lynchburg, Virginia             | 1971    | 2025           | Privada | 130.000 | Lady Flames     |                   | Natación femenino | CUSA                 |
| Universidad Marshall                   | Huntington, Virginia Occidental | 1837    | 2025           | Pública | 11.962  | Thundering Herd |                   | Natación femenino | Sun Belt             |
| Universidad Estatal de Misuri          | Springfield, Misuri             | 1905    | 2025           | Pública | 26.000  | Bears           |                   | Fútbol masculino  | CUSA                 |
| Academia Naval de los Estados Unidos   | Annapolis, Maryland             | 1845    | 2015           | Federal | 4.576   | Midshipmen      |                   | Fútbol americano  | Patriot              |
| Universidad Old Dominion               | Norfolk, Virginia               | 1930    | 2020           | Pública | 24.670  | Monarchs        |                   | Lacrosse femenino | Sun Belt             |
| Universidad Vanderbilt                 | Nashville, Tennessee            | 1873    | 2018           | Privada | 12.686  | Commodores      |                   | Lacrosse femenino | SEC                  |

1. ↑  La matrícula incluye a los estudiantes en línea. La matrícula presencial es de aproximadamente 16.000.

### Antiguos miembros
Siete universidades han cambiado de conferencia.
| Institución                          | Localización                  | Fundada | Fecha de unión | Fecha de baja | Tipo    | Alumnos | Apodo           | Colores | Conferencia Actual |
| ------------------------------------ | ----------------------------- | ------- | -------------- | ------------- | ------- | ------- | --------------- | ------- | ------------------ |
| Universidad Rutgers                  | Nuevo Brunswick, Nueva Jersey | 1766    | 1991           | 2014          | Pública | 41.565  | Scarlet Knights |         | Big Ten            |
| Universidad de Louisville            | Louisville, Kentucky          | 1798    | 2005           | 2014          | Pública | 22.529  | Cardinals       |         | ACC                |
| Universidad de Connecticut           | Storrs, Connecticut           | 1881    | 1979           | 2020          | Pública | 32.257  | Huskies         |         | Big East           |
| Universidad de Cincinnati            | Cincinnati, Ohio              | 1818    | 2005           | 2023          | Pública | 53.235  | Bearcats        |         | Big 12             |
| Universidad de Houston               | Houston, Texas                | 1927    | 2013           | 2023          | Pública | 46.676  | Cougars         |         | Big 12             |
| Universidad de Florida Central (UCF) | Orlando, Florida              | 1963    | 2013           | 2023          | Pública | 69.320  | Knights         |         | Big 12             |
| Universidad Metodista del Sur (SMU)  | Dallas, Texas                 | 1911    | 2013           | 2024          | Privada | 12.053  | Mustangs        |         | ACC                |

### Antiguos miembros asociados
| Institución                      | Localización          | Fundada | Fecha de unión | Fecha de baja | Tipo    | Alumnos | Apodo    | Colores | Deporte | Conferencia Actual                                      |
| -------------------------------- | --------------------- | ------- | -------------- | ------------- | ------- | ------- | -------- | ------- | ------- | ------------------------------------------------------- |
| Universidad Old Dominion         | Norfolk, Virginia     | 1930    | 2018           | 2024          | Pública | 24.670  | Monarchs |         | Remo    | Sun Belt (Big 12 en remo)                               |
| Universidad Estatal de San Diego | San Diego, California | 1897    | 2014           | 2021          | Pública | 29.392  | Aztecs   |         | Remo    | Mountain West Conference (equipo de remo descontinuado) |
| Universidad Villanova            | Radnor, Pensilvania   | 1842    | 1980           | 2015          | Privada | 10.482  | Wildcats |         | Remo    | Big East (CAA en remo)                                  |

## Deportes
Los deportes de la American Conference incluyen 10 masculinos y 12 femeninos. Old Dominion, Sacramento State y San Diego State son miembros asociados en remo femenino. Los miembros de la conferencia que tienen equipos de hockey sobre hierba compiten como miembros asociados en la Big East Conference. The American comenzará a patrocinar lacrosse femenino en 2018-19 con 6 equipos.
| Deporte          | Masculino | Femenino |
| ---------------- | --------- | -------- |
| Béisbol          | 9         | –        |
| Baloncesto       | 12        | 12       |
| Campo a través   | 10        | 12       |
| Lacrosse         | -         | 6        |
| Fútbol americano | 12        | –        |
| Golf             | 11        | 10       |
| Remo             | –         | 8        |
| Fútbol           | 8         | 10       |
| Sóftbol          | –         | 8        |
| Natación y Salto | 4         | 6        |
| Tenis            | 10        | 12       |
| Atletismo Indoor | 9         | 12       |
| Atletismo        | 9         | 12       |
| Voleibol         | –         | 12       |